# 眠田直
眠田 直（みんだ なお、1963年11月13日 - ）は、日本の漫画家、アニメ、ゲーム作家。と学会運営委員。
東京都大田区生まれ、大阪府育ち。埼玉県所沢市在住。男性。本名は太田 宏一朗。

## 略歴
いしいひさいちの影響を受けて漫画を描き始める。いしいのファンクラブも主宰していた。大阪府立刀根山高等学校卒業後、いしいの後輩となるべく関西大学社会学部を受験するが失敗。
アニメの脚本家を志願して、大阪アニメーション学院アニメーション科に通い、そこで真鍋譲治と知り合う。西原高明のペンネームでいしいひさいち原作のテレビアニメ『おじゃまんが山田くん』の脚本を執筆。
眠田が名を挙げたのはアニメのパロディ漫画によるものである。テレビアニメ『魔法のプリンセス ミンキーモモ』の私設ファンクラブ「私設ミンキーモモ後援会」を主宰して同人誌を発行。
1983年から各アニメ雑誌にアニメをパロディ化した4コマ漫画を連載。この当時より岡田斗司夫やミンキーモモのキャラクターデザイナーである芦田豊雄とは親交があり、1990年代以降の岡田の会社ゼネラルプロダクツでのパソコンゲーム制作、芦田のスタジオライブとのメディアミックス企画へと繋がっていた。
1995年、岡田斗司夫や唐沢俊一とともに、オタク芸人ユニット「オタクアミーゴス」を結成。1996年4月1日、ニフティサーブ・コメディフォーラムに眠田ら3名が共同議長を務める会議室を設置した。
2007年、芦田が立ち上げた「日本アニメーター・演出協会」において、立ち上げ当初の経理事務を担当。
2016年2月、同月締め切りのFundiy募金に続き、自作ゲーム『燃え萌えナチス少女ゲッペルスちゃん』の制作資金をEntyで募集開始。

## 人物
- ペンネームはミンダナオ島に由来する。名前に使えそうな地名を探して、気軽につけたとのこと。旧ペンネームには、みんだ☆なお、なーだがある。

- 本名の太田宏一朗の名は岡田斗司夫が当時関係していたガイナックス制作のOVA『トップをねらえ!』の男性キャラクターに使われた。

- チャージマン研!を広めた人物。

## 作品リスト
- フォルマリン8
- 勇者くん（原作）
- スターピンキーQ（原作）
- キャプテン・ハーレイ（原作）
- MINDYマガジン
- 超幕末少年世紀タカマル（脚本協力）
- 新・超幕末少年世紀タカマル（脚本・シリーズ構成）

### 編著
- オタクのための風俗ガイド（サイゾー、2014年） ISBN 4904209419

### ゲーム
- バトルスキンパニック（発売ガイナックス、1991年、PC-98） - 原作・脚本・監督[1]
- 電脳学園IV エイプハンターJ（発売ガイナックス、1991年、PC-88 / MSX / PC-98） - 原作・脚本・監督[1]
- 鉄甲旗艦アトラゴン（発売ムービック、1995年、PC-98） - 脚本・監督
- プリンセスメーカー ポケット大作戦（発売ナインライブス、1998年、PlayStation） - 主題歌作詞・一部脚本
- セガガガ（発売セガ、2001年、ドリームキャスト） - 特別協力
- スターブラウザ（2002年、Windows） - ゲームデザイン・監督
- プリンセスメーカー5（発売サイバーフロント、2007年、Windows / PS2 / PSP） - 一部脚本

### 雑誌記事
- 『美少女ゲーム最前線 パート5』辰巳出版、1991年11月1日。
  - 「ガイナックス特別取材 -監督みんだ☆なお氏に聞く-〔なぜ、サルなのか？〕」、54-55頁。